# LM35

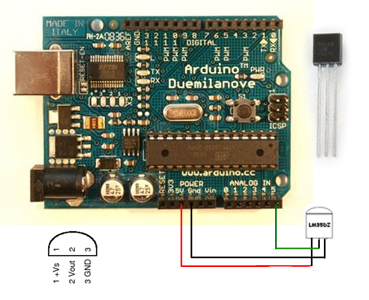
Arduino + LM35

LM35 je integrovaný obvod, převodník teploty na napětí, s maximální nelinearitou ±0,75 °C v rozsahu teplot -55 °C až 150 °C.

## Parametry
Existuje několik modelů LM35, které mají lehce odlišné parametry:
| Model         | Rozsah teplot [°C] |
| ------------- | ------------------ |
| LM35, LM35A   | −55 až +150        |
| LM35C, LM35CA | −40 až +110        |
| LM35D         | 0 až +100          |

- Klidový odběr: I0 = 1 mA
- Převodní koeficient : uOUT / ϑ = 10 mV/°C
  - zaručená přesnost ±0,5 °C při teplotě 25 °C
- Napájecí napětí: UN = 4 V až 30 V
- Výstupní proud: IOUT < 10 mA

Často používaná varianta obvodu je zapouzdřena v malém plastovém pouzdře TO-92, ale existuje i verze ve větším plastovém pouzdře TO-220 a verze v kovovém pouzdře TO-46. Převodník se vyrábí i v provedení SMD pro montáž přímo na povrch plošného spoje (SMT).
Stejný teplotní převodní koeficient mají i obvody MCP9700 a LM135/LM235/LM335.

## Popis

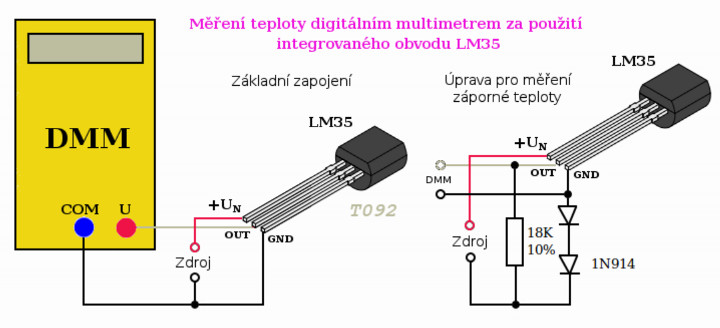
Měření teploty multimetrem za použití LM35

Integrovaný obvod LM35 vyvinula americká společnost National Semiconductor. Je určen pro měření teploty ve stupních Celsia. zhledem k nízkému příkonu převodníku dochází jen k malému vlastnímu ohřevu součástky, což je důležité z hlediska přesnosti měření. Výstupní impedance je typicky 0,1 Ω a nelinearita typicky ±0,25 °C. Vztah mezi teplotou a výstupním napětím je dán:
{\displaystyle \vartheta [^{\circ }C]={\frac {u_{OUT}[mV]}{10}}}
Protože převodní koeficient činí 10 mV/°C, objeví se např. při teplotě 150 °C na výstupu napětí převodníku napětí 1500 mV. Bude-li měřená teplota záporná (v Celsiově stupnici), např. −40 °C, bude i výstupní napětí záporné (−400 mV). Aby bylo možné mít na výstupu záporné napětí, je nutné doplnit obvod o rezistoriu R a diody D1 a D2. Napájecí napětí převodníku nemusí být stabilizované a převodník lze tudíž napájet přímo z baterie. V základním zapojení pro měření teploty je převodník připojen ke zdroji napětí, což může být např. 9V destičková baterie, a na výstupu převodníku je voltmetr. K potlačení vlivu rušení se doporučuje doplnit obvod o tři kondenzátory 10nF (paralelně k napájení, paralelně k výstupu a mezi pin 3 a zem). LM35 se používá i jako převodník teplota/napětí pro Arduino.